# Hypoctonus woodmasoni
Hypoctonus woodmasoni är en spindeldjursart som beskrevs av Tord Tamerlan Teodor Thorell 1888. Hypoctonus woodmasoni ingår i släktet Hypoctonus och familjen Thelyphonidae. Inga underarter finns listade i Catalogue of Life.